# ヤツシロガイ
ヤツシロガイ（八代貝、学名Tonna luteostoma）は、ヤツシロガイ科（Tonnidae）に属する種で、日本の太平洋側の砂浜で比較的普通に見られる大型の巻貝である。

## 外観
貝殻は高さ約10cmに達し、螺層が膨らみ球形に近く、殻口は広い。螺塔はウズラガイに比べて低く、多数の太い螺肋をめぐらす。殻は薄く、内面にも螺肋に沿って畝が並ぶ。色は白地に褐色斑を並べたものや、褐色と白の縦縞を縦に密にめぐらせた個体などがある。成貝では蓋は消失する。左右一対の触角のつけねに小さい眼を持ち、その上に水管を前方へ突き出す。口吻(proboscis)が発達してとても大きい。雌雄の別があって、オスのペニスは頭部の右後方にあって、長くて大きい。

## 生態
水深約4～200mの細かい砂底に棲み、よくひろがる足ではってナマコなど他の生物を捕らえて丸呑みにし、酸で溶かす。11月から2月に扇形の平たい透明な卵嚢を産む。ベリジャー幼生は比較的長期間浮遊する。

## 分布
北海道南部以南、インド-西太平洋にかけて分布。

## 化石
約40万年前の渥美半島の更新世の地層から化石が見つかっている。本種の近縁で大西洋にすむオオミヤシロガイの7百万年前の中新世の化石が中央アメリカから見つかっており、パナマ地峡が閉じる以前からヤツシロガイ属は東太平洋にかけて分布していた。

## 人との関係
江戸時代に鶉貝(うずらがい)と呼ばれ、貝殻の内面に漆を塗って花瓶にしたり貝細工に用いられたりした。「ウズラガイ」のほか「ヤマドリガイ」、「ヤシロガイ」など地方によってさまざまな名で呼ばれてきた。足は食用になる。